# Giovanni Stanchi
Giovanni Stanchi  dit Dei Fiori (Rome 1608 - vers 1675) est un peintre italien de nature morte qui fut actif au XVIIe siècle.  

## Biographie
Giovanni Stanchi, dit Dei Fiori (« Des fleurs ») a été un artiste de nature morte, surtout de fleurs. Il avait deux frères Angelo et Niccolò Stanchi, eux aussi peintres de fleurs dans les milieux de la décoration des palais romains, surtout au Palais Borghèse au Champ-de-Mars.
Son activité pour la cour des Médicis à Florence, en particulier pour la grande-duchesse, Vittoria della Rovere, est attestée par la présence de ses tableaux dans l’inventaire de la Villa di Poggio Imperiale.

## Œuvres
- Bouquet de roses dans un vase disposé sur un entablement sculpté, toile, 46 × 36 cm, Vente Piasa Drouot 27 juin 2003[2]

Lui sont attribuées avec certitude : 
- les Natures mortes de la collection Pallavicini,
- les Festons de fleurs de la pinacothèque palatine aux musées du Capitole
- les Fleurs tressées sur les miroirs de la galerie Colonna

Deux exemplaires de Guirlandes de roses ou Guirlande de fleurs et papillons, sont conservés au musée des Offices et au palais Pitti de Florence :
- Guirlande de fleurs et papillons, v. 1670, huile sur toile, 98 × 127 cm, palais Pitti, dépôts, Florence. Ce tableau fit partie des collections de Vittoria della Rovere[3]